# 堤さやか
堤 さやか（つつみ さやか、1980年2月3日 - ）は、日本の元AV女優。ウィナーズアソシエーションに所属していた。

## 略歴
神奈川県出身。2001年デビュー。2002年5月、長瀬愛、桃井望、樹若菜らとユニット「minx」を結成し、CDをリリースするなどアイドルとしての活動を開始。同じ所属事務所で身体的な特徴が似通ったメンバー同士の共演作品も多くリリースされた。童顔で身長が低かった事から、主にロリータ的役柄で、数多くの作品に出演しており、騎乗位でのぶっかけなど、ハードな内容のものも多かった。
2002年10月、桃井望の死亡によりユニットは解散。
2003年1月、AV女優を引退。
引退後も人気は根強く、2005年には年間Google検索数AV女優ランキングで第9位を獲得。
2020年6月、サイゾー主催のオールタイム好きなAV女優アンケートトーナメントにノミネート。
2024年1月、X（旧Twitter）を開始。同年2月、新橋のAV女優キャバクラSHUNGAでキャストとして働くことを報告した。

## 人物
AVデビューする以前に、プライベートで腕に「小さな十字架」をモチーフとしたワンポイントのタトゥーを入れたため、ロリ系キャラのイメージを壊さないように絆創膏を貼って出演していた。

## 作品

### アダルトビデオ
2001年
- 青い性欲（2001年4月6日 VHS 、ドグマ）
- 野外放尿さやか（2001年5月17日、ハムレット）
- 痴女行為の虜になった私たち 4 高校の頃、同じクラスに痴女がいた。（2001年6月7日、ハムレット）
- 神聖レズビアン ナース編（2001年7月9日、QRAKE）
- 天然淫蜜美少女[sayaka]【前編】「奔放なわたし」（2001年8月1日、オーロラプロジェクト）
- 天然淫蜜美少女[sayaka]【後編】「従順なわたし」（2001年8月1日、オーロラ・プロジェクト）
- 美少女排泄隊 コスプレ.スカドル5人組（2001年8月9日、ハムレット） オムニバス作品
- gal chin ぱらだいす（2001年9月1日、桃太郎映像）
- 青い性欲 お初3人娘 堤さやか 桃井望 伊藤なつき （2001年9月7日、ドグマ）
- ミニモミ。FUCKだぴょん!（2001年9月14日 VHS 、宇宙企画（メディアステーション））
- 悶絶妹 HYPER CUTE（2001年9月18日、HRCホームビデオ） オムニバス作品
- 白い性欲（10月6日 （VHS） / 2002年1月20日 （DVD） 、ドグマ）
- エンジェル・シャワー（2001年10月14日 VHS 、宇宙企画 / BAZOOKA）
- Angel 陵辱編（2001年11月8日、コロシアム）
- Angel 緊縛編（2001年11月8日、コロシアム）
- 裏・堤さやか（2001年11月16日、ケイ・エム・プロデュース / million）
- さやかロリプチデート（2001年11月16日 VHS 、グローリークエスト / Pharo）
- 折檻 ブルセラいじめ（2001年11月16日 VHS 、グローリークエスト / Kindan）
- 青い性欲 堤さやか ディレクターズロングバージョン完全版（2001年11月20日、ドグマ）
- ミニモミ。FUCKだぴょん! 2ばん（2001年11月24日、宇宙企画）
- 日比野達郎のリアルセックス（2001年11月25日、アイオン）
- 月刊 堤さやか（2001年11月30日 VHS 、VIP）
- 赤い性欲（2001年12月7日、ドグマ）
- コスプレ巨乳アイドル（2001年12月14日、ケイ・エム・プロデュース / million）
- 私立ロ●ータ学園 上巻（2001年12月18日、オブテイン・フューチャー）
- 私立ロ●ータ学園 下巻（2001年12月18日、オブテイン・フューチャー）
- Mの刻印2トランクの中の少女さやか（2001年12月20日、SODクリエイト）
- コスプレ堤さやか（2001年12月21日 （VHS） / 2002年3月16日 （DVD） 、宇宙企画 / BAZOOKA）
- ちょびっチュ（2001年12月21日、ロイヤルアート）

2002年
- 露出刑 file 1（2002年1月15日、オブテイン・フューチャー RSK-001）
- EROCCO （2002年1月18日 VHS、アリーナ）
- 堤さやかの変態コスプレランド（2002年1月25日 VHS）/2002年4月12日 （DVD） 、VIP / Chao!!）
- B.M.C.堤さやか（2002年1月25日 、ビッグモーカル）
- REAL MODELS 20（2002年2月1日、TMA） オムニバス作品
- みるきぃHiスクール。（2002年2月8日、みるきぃぷりん♪）
- 女子校生（裏）SEXファイル 増刊号 桃井望、堤さやか、姫野優香（2002年2月15日、ホットエンターテイメント）
- 淫獣・義母兄妹（2002年2月16日、グラフィティジャパン）
- 水戸肛門 女子校生編2 （2002年2月22日、エクストリーム）
- 11人のカリスマアイドルとLOVE2デート（2002年2月24日 VHS、宇宙企画 / BAZOOKA）
- スクール水着 犯（2002年2月25日、TMA-021）
- AV虎の穴〜AV女優の作り方〜（2002年2月28日、ワンズファクトリー）
- 淫行女学園 セクハラ学園 痴女部（2002年2月28日 VHS、VIP / God）
- 赤い性欲 堤さやか ディレクターズロングバージョン完全版（2002年3月1日、ドグマ）
- 堤さやかと学校でしようよ!（2002年3月8日、GLAY'z）
- 悩殺GAIA!!（2002年3月12日 VHS 、アトラス21）
- shake it！Ona（2002年3月19日 VHS 、オブテインフューチャー）
- egego 24（2002年3月22日、エクストリーム）
- 24人の堤さやか（2002年4月19日、ケイ・エム・プロデュース / million）
- 学校の猥談2 目指せ!メディカルボディー（2002年5月2日、桃太郎映像）
- 痴女行為中毒になった私たち さやかちゃん家の性教育 （2002年5月6日、ドグマ）
- 譲れない… THE 我流オナニー 2 （2002年5月15日、ネクストイレブン） オムニバス作品
- 新型マジックミラー号21誕生記念 全国出張MM号ファン感謝祭 静岡県遊楽聴店編 （2002年5月17日、SODクリエイト）
- THE騎乗位（2002年5月17日、SODクリエイト）
- 24人のカリスマアイドル （2002年5月17日、ケイ・エム・プロデュース）オムニバス作品
- minx メイクアッププロジェクト アイドルになろうぜ!「LESSON1オーディション編」（2002年5月25日、オブテインフューチャー）
- minx メイクアッププロジェクト アイドルになろうぜ!「LESSON2レコーディング編」（2002年5月25日、オブテインフューチャー）
- 龍蛇の緊縛慕情 4（2002年5月28日、月光）
- スクール水着 狩（2002年6月7日、ケイ・エム・プロデュース）
- Virtual Panst Onanie（2002年6月14日、ジャネス）オムニバス作品
- イジメっ娘イジメられっ娘 堤さやか （2002年6月21日、SODクリエイト）
- 女子校生猥褻美少女 PART.8（2002年6月25日、月光）
- [堤さやか]のロリ痴女（2002年7月1日、みるきぃぷりん♪）
- 超☆美少女接吻（2002年7月5日、忠実堂）
- 女子校生れず先輩と私 41（2002年7月5日、U&K）
- 青い性欲 オナニーベスト Vol.1（2002年7月10日、ドグマ）
- 白い性欲 ベスト 笠木忍、堤さやか、桃井望（2002年7月10日、ドグマ）
- べちョ濡れ水着ギャルズ（2002年7月12日、ワイルドサイド）
- Girls Selection（2002年7月14日、ビッグモーカル） オムニバス作品
- ロリータ監禁レズ（2002年7月19日、SODクリエイト） [6]
- ブルマ*ニンジャ 堤さやか（2002年7月19日、ナチュラルハイ）
- 長瀬愛、堤さやか、桃井望 デラックス（2002年8月4日 、アイエナジー）
- AV Queen Vol.16 Forbidden Lover 堤さやか 他（2002年8月8日、AV クイーン）
- 制服シンデレラ 1 女子校生さやかの放課後 （2002年8月9日、U&K）
- 二村ヒトシ痴女ベストセレクション DISC1（2002年8月10日、ドグマ）
- 女子校生 制服パーティー（2002年8月16日、TMA）
- ロリータザーメン（2002年8月17日、SODクリエイト）
- 2002 AV Girls X2 Vol.83 堤さやか、春日部まり（2002年8月22日、AV 2003）
- 妹･M少女 堤さやか（2002年9月10日、ドグマ）
- 青い性欲 フェラ顔・手コキ・ハメ顔ベスト Vol.1（2002年9月10日、ドグマ）
- 2002 AV Girls X2 Vol.93 堤さやか、七瀬ともみ（2002年9月11日、AV 2003）
- GOLDEN LUCKY !!02（2002年9月19日、ドリームチケット） オムニバス作品
- minx メイクアッププロジェクト アイドルになろうぜ!「EPISODE3 プロモーション大作戦」（2002年9月25日、オブテインフューチャー）
- minx メイクアッププロジェクト アイドルになろうぜ!「EPISODE4 リーダーを決めよう!」（2002年9月25日、オブテインフューチャー）
- 妹・M少女（2002年9月10日、ドグマ）
- memories. Tsutsumi momoi 堤さやか、桃井望（2002年9月10日、キング デマンド デリ）
- 真・緊縛ブルマー 3 堤さやか（2002年9月27日、トライアングルフォース）
- 銀行強盗事件 〜知られざる真実〜（2002年10月5日 、アイエナジー）
- ADハルナの接吻バトルロワイヤル（2002年10月5日、ナチュラルハイ） オムニバス作品
- 堤さやかの性欲 トリコロールベスト[青・白・赤]（2002年10月10日、ドグマ）
- プチアイドルの「お宝」的アプローチ（2002年10月15日、ホットエンターテイメント） オムニバス作品
- ERO-BATTLE 提さやかVS一色志乃（2002年10月16日、隼エージェンシー）
- Miss フェラチオ PART2（2002年10月17日、ドリームチケット） オムニバス作品
- 肉親相姦2 背徳の肉襞（2002年11月4日、ディープス）
- スク水リスペクト（2002年11月5日、ジャネス） オムニバス作品
- 隠語でFUCK VOL.2（2002年11月8日、BELL） オムニバス作品
- 妹に犯されたい。（2002年11月10日、ドグマ）
- 二村ヒトシ ペニバン傑作セレクション DISC1（2002年11月10日、ドグマ） オムニバス作品
- 美少女縄仕置き（2002年11月20日、アイエナジー）
- 大暴露（2002年11月20日、ネクストイレブン） オムニバス作品
- 巨乳女子校生（2002年11月26日、バニーズバニー
- ONE DAY FETISH 堤さやか（2002年11月28日、未来・フューチャー）
- みるスポ!堤さやか（2002年12月1日、みるきぃぷりん♪）
- アイドール Vol.1 堤さやか（2002年12月2日、アイドール）
- 美少女サヤカ追跡ゲーム（2002年12月4日、タカラ映像）
- 新任女教師 君を犯したいスペシャル 輪姦伝説（2002年12月6日、アイエナジー）
- Angel White（2002年12月8日、アイデアポケット）
- 喪服の姉妹 近親レズビアン（2002年12月10日、ドグマ）
- 監禁ワイセツ（2002年12月12日、隼エージェンシー）
- W痴女 長瀬愛＆堤さやか（2002年12月18日、ジャネス）
- 人気女優8人が!!（2002年12月20日、ネクストイレブン）
- WWAV 〜最終章 JUDGMENT DAY〜（2002年12月20日、オブテイン・フューチャー）
- 幼恥さやか（2002年12月20日、ナチュラルハイ）
- アブノーマルなアイドル（2002年12月22日、銀河映像）
- 精飲人形 愛玩少女 ①（2002年12月26日、快楽飼育 SSD-001）総集編

2003年
- Kiss Me Vol.7 堤さやか（2003年1月3日、キス ミー）
- ドリームウーマン VOL.11（2003年2月1日、MOODYZ / KILLER）
- ブラックハイスクール（2003年2月8日、アイデアポケット）
- 未公開秘蔵映像集 強制素股パイズリ天国 （2003年2月20日、アイエナジー）オムニバス作品
- 「ちゆ」AV（2003年3月10日、TMA）
- メモリアル・コレクション 堤さやか引退記念（2003年3月10日、ドグマ）
- 未公開秘蔵映像集 凌辱ALL MIX VOL.2（2003年3月20日、アイエナジー）オムニバス作品
- Gals Pink Game Eros Live（2003年3月20日、ホットエンターテイメント） オムニバス作品
- 堤さやかデラックス 堤さやか、長瀬愛、桃井望（2003年4月5日、アイエナジー）
- Super Juliet Vol.2 堤さやか 他 （2003年4月10日、デジック）
- 緊縛露出痴女3（2003年5月1日、月光）
- Fuck's DX Vol.5 倉本まい、若林樹理、松田瞳、堤さやか、萩原さやか （2003年5月6日、ヒットジャパン）
- IDOL LES 3（2003年5月21日、ジャネス）
- IDNURSE SEX（2003年5月29日、ジャネス）
- みるきぃガ～ルズ!ロリドールさやかのレ淫ボーブリッジでご奉仕フェラさせよ！ 堤さやか（2003年7月28日、みるきぃぷりん♪）
- Beautiful Girl Vol.10 美少女・・・さやか 10 堤さやか（2003年10月28日、たまご屋）
- 超変態・露出っ娘。3（2003年11月28日、nature（アニメイト）

2004年
- Stealth Series Vol. 17 女優-actress-堤さやか（2004年1月5日、ステルス）
- DANCING IDOLS 長瀬愛、堤さやか、笠木忍、桃井望（2004年3月19日、ジャネス）
- 密輸入密造DVD 堤さやか、長瀬愛、桃井望 緊急放出（2004年5月8日、秘密結社「Z」）
- 幼なすぎる痴女ベストセレクション（2004年12月10日、ドグマ） ※総集編

2005年
- 裏ビデオ 堤さやか、長瀬愛、桃井望（2005年2月22日、裏屋）
- モザ０-ZERO Vol.6 高原玲奈、堤さやか、神崎あや（2005年3月28日、アネックス）
- 衝撃裏映像 堤さやか 長瀬愛（2005年10月25日、極宣企画）

2006年
- 二村ヒトシ監督初期作品どすけべ女24人ワイセツ騎乗位16連発!（2006年5月15日、ドグマ） ※総集編

2008年
- 蔵出し 堤さやか、長瀬愛、桃井望（2008年6月25日、ジキル）
- 完全限定生産 SOFT ON DEMAND ClassicBox Platinum（2008年10月9日、SODクリエイト） オムニバス作品

200x年
- ザ・ゲリラ THE GUERRILLA 壮絶!露出＆青姦で出演娘もパニック!? GUE-003（オブテイン・フューチャー）
- 実録インターネットオークション 少女売買 さやか 18歳 Eカップ（剛田プロ 丸尾-16）

他多数出演

### オリジナルビデオ
- レイプ 汚された女達 むなしい抵抗 (2001年)

### DVDPG
2002年
- Sweet♥Heart 2 〜ふたりのさやか〜（12月12日、グラスワンソフトウェア）

### 写真集
- トリック・スター（2002年7月、英知出版、撮影：郡司大地）ISBN 978-4754215316